# Swoon (Künstlerin)

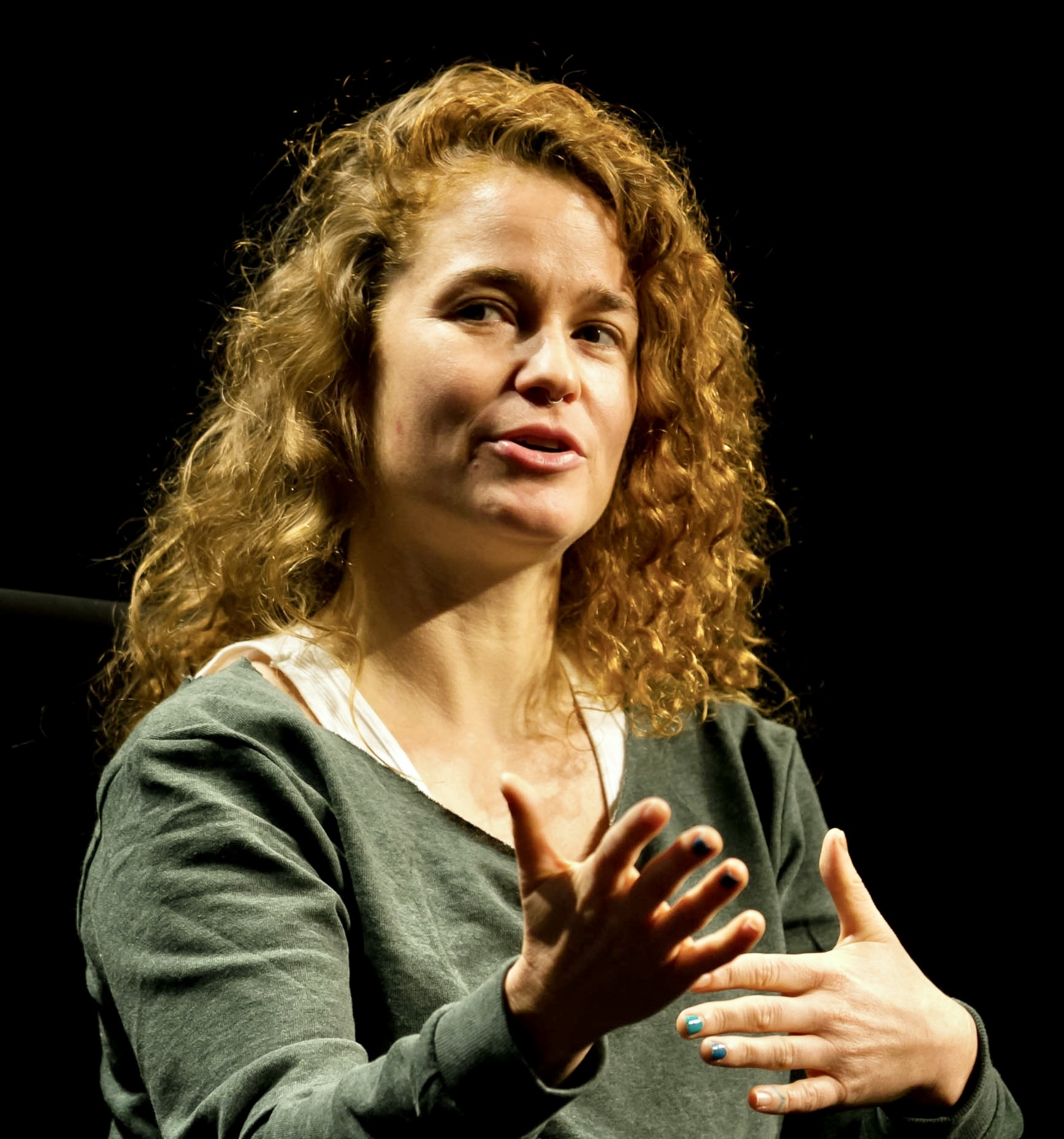
Swoon, 2014

Swoon, bürgerlich Caledonia Dance Curry (* 1977 in New London, Connecticut), ist eine amerikanische Streetart-Künstlerin, die vor allem für ihre großformatigen, ausgeschnittenen Porträts und monumentalen Strukturen bekannt ist. Sie zählt als eine der bedeutendsten Frauen der Streetart-Szene und als die erste Frau, die innerhalb dieser Szene öffentliche Anerkennung bekam.

## Leben und Schaffen
Swoon wurde 1977 in New London (Connecticut) geboren und wuchs als Caledonia Dance Curry in Daytona Beach, Florida auf. Mit 10 Jahren begann sie, Ölmalkurse zu besuchen. Da ihr bereits in diesen Kursen bestätigt wurde, Talent zu haben, blieb sie dabei und begann schon in der Highschool, ihre Gemälde und Keramiken an ihre Lehrkräfte zu verkaufen. Später zog sie nach Brooklyn, New York, um am Pratt Institute Malerei zu studieren. Zur selben Zeit begann sie, ihre großen Papierporträts an die Seitenwände verschiedener Gebäude zu kleben. Ihr Ziel war es dabei, Kunst und den öffentlichen Raum für die Menschen zugänglicher zu machen. Während ihres Studiums engagierte sie sich bei verschiedenen Aktivistengruppen und war zudem eines der Gründungsmitglieder des TOYSHOP Kollektivs, einer feministischen Streetartgruppe, die vor allem für besprühte U-Bahnen in New York bekannt ist. Der Name des Kollektivs geht darauf zurück, dass Graffiti, die von anderen Sprayern als nicht gut angesehen werden, oft mit dem Schriftzug TOY übersprüht werden, um damit auszusagen, dass sie nicht ernst zu nehmen sind. 2002 schloss Swoon ihr Studium mit einem Bachelor in Fine Arts ab.
Ihre ersten Arbeiten brachte die Künstlerin anonym an. Als jedoch einer ihrer Freunde einen Traum hatte, in dem sie beide nach dem Sprühen von Graffiti vor der Polizei fliehen mussten, und erzählte, dass sie sich in seinem Traum Swoon nannte, fand sie diese Idee so gut, dass sie den Namen ab diesem Zeitpunkt als Künstlernamen übernahm. Unter anderem auf Grund des neutralen Namens wurde lange Zeit davon ausgegangen, dass hinter dem Künstlernamen ein Mann steckt. Es wurde nach dem Swoon-guy gesucht, um seine Kunst für verschiedene Shows und Stadtteile zu bekommen. Gleichzeitig versuchte Swoon zu Beginn ihrer Arbeiten, gegen die sanfte Ästhetik ihrer Werke anzukämpfen. Sie selbst sagte dazu „Weiblichkeit und Zartheit, all diese Qualitäten werden nicht im großen Stil respektiert. Wir haben nicht wirklich eine Kulturgeschichte der Wertschätzung weiblicher Genies, nennen wir es, Menschen, die ihre Kunst und ihre Arbeit auf eine Weise verkörpern, die ihre Weiblichkeit ausdrückt.“ Doch sie entschied sich letztendlich dazu, ihre Kunst weiterhin auf ihre eigene Art und Weise an die Wände zu bringen, die sowohl von klassischer Kunstgeschichte inspiriert ist, mit der sie sich während ihres akademischen Studiums intens befasste, als auch von verschiedenen Märchen, Mythen und Volkssagen. Gleichzeitig bildet jedes ihrer Porträts einen Menschen ab, der zu Swoons privatem Umfeld gehört, oder den sie auf einer ihrer Reisen getroffen hat. Ihr Ziel ist dabei, verschiedene Elemente einer Person, wie zum Beispiel eine bestimmte Geste oder Eigenschaft, oder auch eine bestimmte Geschichte oder Erinnerungen, zusammenzufassen und abzubilden. In einigen ihrer Werke verarbeitet Swoon auch die Beziehung zu ihren suchtkranken Eltern. Sie spricht zum Beispiel von dämonisch aussehenden Porträts, „die in Wirklichkeit Manifestationen von mir sind, die versuchen, einige der unerträglichsten Teile dieser Beziehungen zu verarbeiten, um so etwas wie einen schützenden Dämonentotem zu schaffen.“

## Werke und Ausstellungen
Im Zuge des Wettbewerbs evolutionäre Zellen stellte Swoon 2002 einige ihrer Werke in der neuen Gesellschaft für bildende Kunst in Berlin aus und gewann, zusammen mit 6 weiteren, die Auszeichnung. Der Preis wird an Einzelpersonen oder Gruppen vergeben, die ihre Umwelt kreativ gestalten. Zusammen mit einer Kollegin des TOYSHOP Kollektivs, Solovei, stellte Swoon im selben Jahr im Kunstraum Kreuzberg aus. Und auch im darauf folgenden Jahr besuchte die Streetart Künstlerin Berlin. Diesmal nahm sie, zusammen mit anderen Streetart-Künstlern, darunter auch Banksy, am Projekt Backjumps teil. Ziel dieses Projekts soll es sein, „einem breitem Publikum und der jungen Szene zu zeigen, in welchen Verzweigungen und Variationen Street Art international gedacht, gelebt und weiterentwickelt wird“.

### Deitch Projects
Nach einigen Gruppenausstellungen in verschiedenen Städten, wie zum Beispiel New York, Göteborg oder London, folgte 2005 ihre erste Einzelausstellung in der Galerie von Jeffrey Deitch. Mit Farbe und Blockdrucken verwandelte die Künstlerin das Innere der Galerie in ein verwinkeltes Stadtbild, in dem sich ausgeschnittene Figuren in Reproduktionen von Räumen, Gerüsten, Fachwerk und Stromleitungen wieder finden. Nach dieser Ausstellung und einer weiteren Installation in der Ausstellung Greater New York im PS 1 im selben Jahr, stieg ihr Bekanntheitsgrad und sowohl das Museum of Modern Art, als auch das Brooklyn Museum of Art begannen, verschiedene Werke von Swoon anzukaufen und zu sammeln.

### Das Porträt von Silvia Elena
Dass die Künstlerin auch gerne politische Themen in ihre Kunst einfließen lässt, zeigt sich zum Beispiel an einem Porträt, welches 2008 entstand. Als Swoon zu dieser Zeit Juarez in Mexiko besuchte, traf sie sich dort mit verschiedenen Aktivisten, die sich für Gerechtigkeit einsetzten und versuchten, das Bewusstsein der Öffentlichkeit für die seit 1993 anhaltenden Femizide in Mexiko und Mittelamerika zu schärfen. Mehrere rosa Holzkreuze sollten an die über 1000 Frauen erinnern, die dort ermordet wurden. Swoon sprach auch mit mehreren Müttern, die ihre Töchter verloren hatten. Als Denkmal für all die Opfer entwarf sie das Porträt von Silvia Elena Rivera Morales. Das Gesicht der jungen Frau erhebt sich aus einem weißen Muster, das teilweise aus Totenköpfen besteht. Auf Grund von Unruhen in den Straßen von Juarez konnte das Porträt erst 2012 am Benito Juarez Platz angebracht werden, dem Ort, an dem Silvia Elena verschwand.

### Swimming Cities of Switchback Sea
Bereits 2006 wirkte die Künstlerin an einem Projekt mit, das auf dem Bau von Booten basierte. Zusammen mit der Miss Rockaway Armada, welche sie mitgegründet hatte, baute sie eine kleine Floßflotte aus Müll, um mit dieser über den Mississippi von Minneapolis bis New Orleans zu fahren. Die Idee hinter diesem Projekt war unter anderem, nachhaltigere Fortbewegungsweisen aufzuzeigen. Inspiriert von ihren Erfahrungen mit der Miss Rockaway Armada startete die Künstlerin im Jahr 2008 eine neue Reise. Gemeinsam mit mehr als 30 Personen baute Swoon diesmal mehrere Boote aus gesammelten und gefundenen Materialien. Aus Sperrholz und Verpackungsschaumstoff entstanden 7 verschiedene Schiffe, deren Antrieb aus ebenfalls recycelten Motoren bestand. Jedes davon hatte Platz für 9 bis 13 Personen und einen eigenen Namen. Ein Kanu namens Miss Cuttenclip war mit Ornamenten verziert, das an alte Spitze erinnerte. Alice, der Großsegler, wurde aus Holz und Aluminium gebaut und seine einzelnen Teile mit Fahrradreifen, Seilen, Luftpolsterfolie und Klebeband umwickelt. Die Reise sollte diesmal den Hudson River hinab führen. Von Troy durch den Hafen von New York nach Long Island City. Damit die Reise, sowie die geplanten Aufführungen wie das Konzert der Band Dark Dark, oder das Theaterstück der Schriftstellerin Lisa D'Amour stattfinden konnten, mussten für jede Haltestelle Genehmigungen für Camping und Auftritte eingeholt werden. Auch andere Genehmigungen und Registrierungen waren notwendig, um einen reibungslosen Ablauf zu garantieren.
Lisa D'Amour schrieb ihr Theaterstück speziell auf die Schiffe und die Crew zu. So gab es einen Kapitän, der der Erzähler der Geschichte war und 6 weitere Crewmitglieder, die unterschiedliche Geschichten darüber erzählten, woher die Boote kamen und wohin sie fuhren. Beim Konzert von Dark Dark war zudem ein Filmteam anwesend, um die Band für ein fiktives Filmstück auf der Switchback Sea zu zeigen.
Als die Flotte in Long Island City anlegte, wurde sie mit Seilen an den Schürzen einer sieben Meter hohen Papierskulptur von zwei sich umarmenden Frauen festgebunden und somit mit dem in der Galerie stattfindenden Teil der Ausstellung zusammengeführt.

### Thalassa
2011 entstand für das Great Hall Projekt des New Orleans Museum of Art eine über drei Meter hohe Installation der griechischen Meeresgöttin Thalassa. Da dieses Werk in den Monaten nach der Ölkatastrophe von Deepwater Horizon im Golf von Mexiko geschaffen wurde, wollte Swoon sich der göttlichen Kraft von Thalassa zuwenden, um „eine schützende Kraft, die die Tiefe unserer menschlichen Beziehung zum Meer und die Verbundenheit allen Lebens repräsentiert“ zu finden.
Thalassa hing an der acht Meter hohen Decke des Museums und wirkte dadurch, als würde sie sich aus dem Ozean erheben. Die Figur ist von untern mit Meereslebewesen und Formen aus Papier überzogen, so dass es bei Betrachtung den Eindruck vermitteln soll, unter Wasser zu sein. 2016 wurde das Werk im Detroit Institute of Arts ausgestellt und angekauft und befindet sich seitdem dort in der Sammlung.

### Submerged Motherhood
Als Swoon 2014 vom Brooklyn Museum darum gebeten wurde, eigens eine Installation dafür zu machen, entschied sie sich dazu, in deren Rotunde zu arbeiten. Sie selbst sagte darüber, sie neige dazu, „mit einem architektonisch spezifischen Raum zu arbeiten und versuche, auf irgendeine Weise darauf zu reagieren.“ Für diese Installation bedeutete das, dass die Künstlerin über mehrere Wochen lang einen 20 Meter hohen Baum in die Rotundengalerie des Brooklyn Museums eingearbeitet hat. Er entstand unter anderem aus verschiedenen Papierausschnitten, Stofffetzen und gestrickten Stücken. Die Wände wurden für diese Ausstellung mit einem Feuerlöscher gestrichen. Swoon befasste sich in der Installation anlässlich des katastrophalen Hurrikan Sandy, der 2012 die Atlantikküste heimsuchte, mit dem Klimawandel. Gleichzeitig wollte sie ihre Boote aus früheren Projekten wieder verwenden und gerade im Bezug auf den Hurrikan einen sicheren Hafen für diese schaffen. Als Vorbild für den Baum, der diesen Hafen bieten sollte, dienten ihr die Mapou-Bäume, die in Haiti als heilig gelten. Mit Submerged Motherhood war Swoon nicht nur die erste Künstlerin, die die volle Höhe der Rotunde für ihre Installation nutzte, sondern auch die erste noch lebende Person, die im Brooklyn Museum eine Ausstellung bekam.

### The Canyon
Swoons erste Museums-Retrospektive The Canyon: 1999-2017 wurde am 22. September 2017 im Contemporary Arts Centre Cincinnati eröffnet. Mit ihren Werken, die innerhalb der vorangegangenen 18 Jahre entstanden, füllte die Künstlerin 6000 Quadratmeter im vierten Stock des Museums. In zwei Galerien im Stockwerk darüber wurden ihre humanitären Projekte und Kooperationen gezeigt.
Zusätzlich zur Sammlung früherer Werke entstand hierfür die neue Installation Medea. Die Mixed-Media-Installation enthielt neben einer Reihe biografischer Porträts auch eine Schalltafel mit Audioclips aus verschiedenen Märchen und Swoons eigenen Träumen und Kindheitserinnerungen. Durch das Werk versucht die Künstlerin auch ihre Kindheit zu reflektieren, in der sie unter anderem den Kampf ihrer Eltern mit Suchterkrankung und Drogenmissbrauch miterlebte. Eines der Werke, Memento Mori, zeigt zum Beispiel ihre Mutter in der letzten Phase ihrer Krankheit neben Bildern von ihr aus früheren Lebensphasen. Sie selbst sagt über ihr Werk „Die Geschichten sind dunkel und hässlich und ein wenig erschreckend. Das sind direkte Übertragungen der inneren Abläufe einer Psyche, die in den Kampf verwickelt ist, die Wahrheit zu finden, während sie den Schmerz und die Verwirrung des generationsübergreifenden Traumas sortiert. Das erste, was ich verstanden habe, als ich dieses Stück gemacht habe ist, dass generationsübergreifendes Trauma überlebt, indem es uns Schweigen und Scham auferlegt.“
Später wurde die Installation auch in der Gruppenausstellung Catastrophe and the Power of Art im Mori-Kunstmuseum in Tokio (2018) und in ihrer Einzelausstellung Seven Contemplations in der Albright-Knox Foundation (2020) gezeigt. Die Künstlerin schrieb später über Medea als Dreh- und Angelpunkt ihrer Karriere und es soll auch das Thema des einleitenden Essays ihres bevorstehenden Buches werden.

### Time Capsule
Seit 2019 existiert mit Time Capsule eine Wanderausstellung, die aus verschiedenen Werken der Retrospektive The Canyon besteht. Die Ausstellung soll eine Zeitkapsel sein, eine chronologische Reise durch das Werk der Künstlerin, die ihre technische Entwicklung nachzeichnet. Die Ausstellung beginnt mit Swoons ersten Eindrücken von Linoleumblöcken und ausgeschnittenen Porträts, wiederholt ihre ikonischen Arbeiten und endet mit ihren neuesten Produktionen. Die erste Station dieser Retrospektive war im weltweit ersten schwimmenden Kunstzentrum, dem Fluctuart Centre d’Art Urbain in Paris.
Direkt im Anschluss wurde Time Capsule im Museum of Contemporary Art in München gezeigt. Dies war Swoons erste Museumsausstellung in Deutschland.

### Seven Contemplations
Die Ausstellung, die 2020 im Albright-Knox Northland stattfand, zeigte sieben monumentale Werke die eine meditative Reise darstellen sollen. Jede der Installationen enthielt eine Meditationsaufforderung und führte durch 7 Stationen. Thalassa stand hier für das ursprüngliche Selbst. In der Meditationsaufforderung fragt die Künstlerin zum Beispiel „wer warst Du, bevor Du geboren wurdest?.“
Dawn and Gemma zeigte die Geburt. Das Werk zeigt eine stillende Mutter, die von gespiegelten Memento Mori Porträts flankiert wird. Memento Mori bildet gleichzeitig auch die nächste Station, den Tod. Mit der Installation Medea fragt Swoon nach den Ängsten der Betrachtenden mit dem Ziel, ein leicht ängstliches oder zumindest unwohles Gefühl zu erzeugen.
Für Transformation und Heilung steht Cicada. Sie ist eine zentrale Figur aus Swoons erstem Stop-Motion Film, der ebenfalls in dieser Ausstellung gezeigt wurde und steht zudem für die Weiterentwicklung des Gedankenprozesses um Medea.
Der Tree of Life mit der Meditationsstation Wunder bezieht sich auf den Bodhi-Baum, unter welchem Siddhartha Gautama die Erleuchtung erlangte und der einen geerdeten und geschützten Ort bieten soll.
Das Ende der Reise bildet die Ehrfurcht mit dem Werk Cosmos. Mit diesem Werk bittet die Künstlerin die Besucher, sich zu fragen, was das Größte ist, das sie sich vorstellen können und sich das Gefühl der Ehrfurcht vorzustellen.
Wie auch schon in vorherigen Ausstellungen zeigt sie auch mit diesen Werken einige schwierige Aspekte ihrer persönlichen Reise und verarbeitet verschiedene Traumata und Familiengeschichten. Swoons Ziel ist es, „Räume der Empathie mit einem mitfühlenden Blick auf ein besseres Verständnis zu schaffen und positive Auswirkungen auf das Leben ihres Publikums zu erzielen“ und „ein Modell dafür zu bieten, wie das Durchstehen der Unbequemlichkeit von Herausforderungen zur Heilung führen kann.“

## Galerie

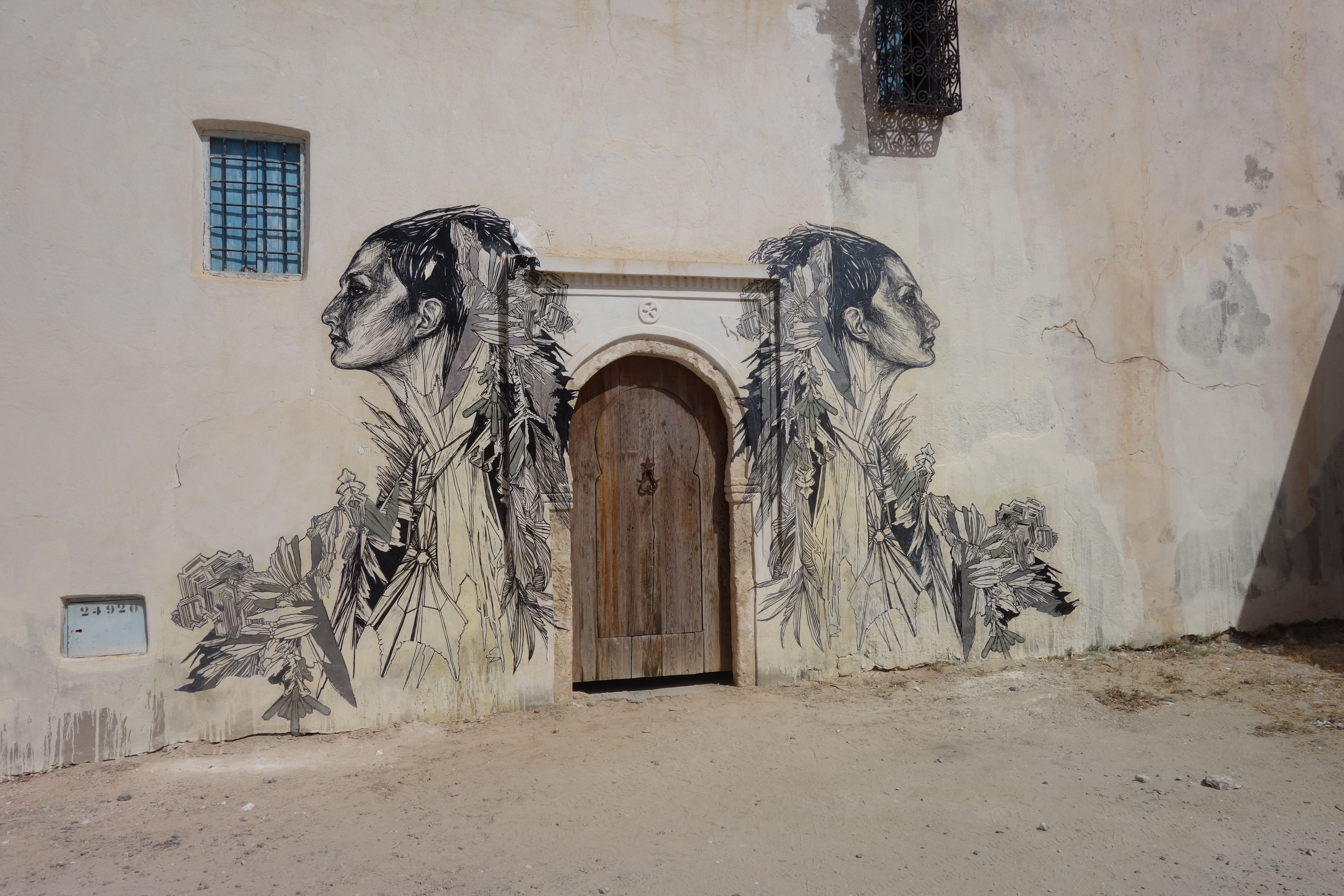
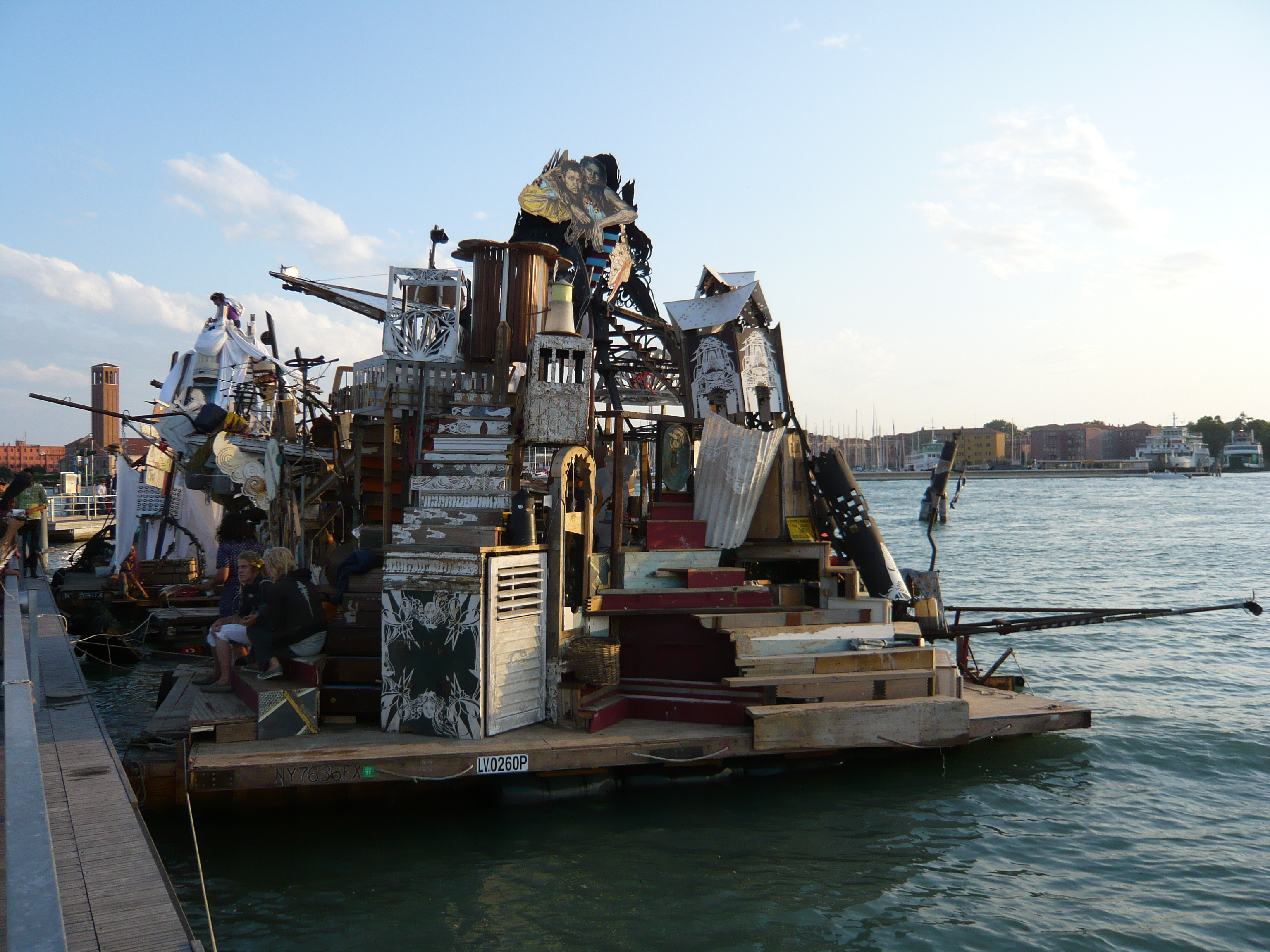

## The Heliotrope Foundation
2015 gründete Curry die Heliotrope Foundation. Die Non-Profit-Organisation hat zum Ziel, Gemeinschaften nach Naturkatastrophen und anderen, sozialen Krisen helfen zu können und sagt selbst, dass es, „Ihre Mission ist, Wunderräume zu schaffen, die als kommunale Ressourcenzentren und Katalysatoren für lokale Veränderungen dienen.“ Sie arbeiten mit verschiedenen Künstlern und Galerien zusammen, um den Erlös diverser Verkäufe der Stiftung zu spenden.

## Einzelausstellungen
- 2005: Swoon, Installation, Deitch Projects, New York
- 2008: Drown Your Boats, New Image Art Gallery, Los Angeles
- 2008: Portrait of Silvia Elena, Honey Space Gallery, New York
- 2008: Swoon: Swimming Cities of Switchback Sea, Installation mit öffentlichen Performances, Deitch Studios, Long Island City
- 2010: Fata Morgana, Galerie LJ, Paris
- 2011: Thekla, Metro Gallery, Melbourne
- 2011: Swoon: Thalassa (The Great Hall Project), Ortsspezifische Installation, New Orleans Museum of Art, New Orleans
- 2011: Anthropocene Extinction, Ortsspezifische Installation, The Institute of Contemporary Art, Boston
- 2011: Murmuration, Ortsspezifische Installation, Black Rat Projects, London
- 2012: Honeycomb, SNOW Contemporary, Tokio
- 2013: Petrichor, Manatee-Sarasota Fine Art Gallery, State College of Florida, Brandenton
- 2013: Motherlands, Galerie LJ, Paris
- 2014: Swoon: Submerged Motherlands, Brooklyn Museum, Brooklyn
- 2016: City Lights, Ortsspezifische Installation, MIMA Contemporary Art Museum, Brüssel
- 2016: The Light After, Library Street Collective, Detroit
- 2016: Thalassa, Detroit Institute of Arts Museum, Detroit
- 2017: Haven, Skissernas Museum, Malmö
- 2017: To Accompany Something Invisible, Allouche Gallery, New York
- 2017: The Canyon: 1999–2017, retrospective, Contemporary Art Center, Cincinnati
- 2018: Swoon: New Works, Galerie LJ, Paris
- 2018: Mirai Minima, SNOW Contemporary, Tokio
- 2018: Raggedy Hecate and the Memory Box, Chandran Gallery, San Francisco
- 2019: Swoon, Galerie Henrik Springmann, Freiburg
- 2019: Swoon: Time Capsule, multi-city travelling exhibition, Fluctuart Centre d’Art Urbain, Paris
- 2019: Swoon: Every Portrait is a Vessel, Treason Gallery, Seattle
- 2019: Cicada, Deitch Projects, New York
- 2020: The Slow Reprise, Galerie LJ, Paris
- 2020: Swoon: Time Capsule, multi-city travelling exhibition, Museum of Urban and Contemporary Art, München
- 2020: Asteraceae, Underdogs Gallery, Lissabon
- 2020: The Heart Lives through the Hands, Contemporary Craft, Pittsburgh
- 2020: Seven Contemplations, Albright-Knox Foundation, Buffalo
- 2021: Swoon: Wholeness In Mind, Turner Carroll Gallery, Santa Fe
- 2021: Cicada and Tymbal, Superchief Gallery NFT, New York
- 2021: Swoon: Tender, The Vitrine at Saint Kate - The Arts Hotel, Milwaukee
- 2022: Eidophones, The Mezzanine Gallery at The Metropolitan Museum of Art, New York

## Weitere Ausstellungen (Auszug)
- 2005: Graffiti, Brooklyn Museum, Brooklyn
- 2006: Printmaking Now, Museum of Modern Art, New York
- 2007: Swoon, Chris Stain und The Polaroid Kidd, Galerie LJ, Paris
- 2011: Viva la Revolución: A Dialogue with the Urban Landscape, Museum of Contemporary Art San Diego
- 2011: Art in the Streets, Museum of Contemporary Art, Los Angeles
- 2012: 2nd Annual Ural Industrial Biennial, Nationales Zentrum für Zeitgenössische Kunst, Ekaterinburg, Russland
- 2015: Witch-Wife, kollaborative ortsspezifische Installation mit Monica Canilao, Chandran Gallery, San Francisco
- 2018: Katastrophe und die Macht der Kunst, Mori Art Museum, Tokio

## Auszeichnungen und Stipendien
- 2002: Evolutionäre-Zellen-Stipendium, NGBK, Berlin
- 2007: Lambent-Stipendium der Tides Foundation
- 2009: Town House Gallery Residency, Kairo
- 2010: Creative Time Stipendium
- 2010: Boomerang-Stipendium
- 2010: The Creative Time Global Residency, Bigones, Haiti
- 2011: SGC International Community Engagement Award, School of Design & Visual Arts an der Washington University, St. Louis
- 2014: Aktuelles Projekt Internationale Künstlerresidenz, Kakaʻako,[31] Honolulu
- 2016: Tandem Press Printmaking Residency, Madison, WI, USA
- 2018: Residenz der Robert Rauschenberg Stiftung, Captiva, FL, USA
- 2019: Tandem Press Printmaking Residency, Madison, WI, USA
- 2020: The Jaunt Artist-in-Residence, Nilwella, Sri-Lanka

## Medienauftritte
- 2005: Inside Outside
- 2009: Our City Dreams, Chiara Clemente
- 2010: Exit Through the Gift Shop, Banksy
- 2010: TEDxBrooklyn - Callie Curry aka Swoon, TedTalk
- 2014: From Street Art to High Art - The New York Times
- 2016: Swoon: From the Streets to the Galleries
- 2017: Swoon - Artist
- 2019: The 'C' Files with Maria Brito

## Veröffentlichungen
- 2010: Swoon:Jeffrey Jeffrey, Monografie